# Peter Gummer (baron Chadlington)
Peter Selwyn Gummer, baron Chadlington (né le 24 août 1942) est un homme d'affaires britannique.
Il est président de l'association de circonscription conservatrice de Witney et conseiller en relations publiques, partisan de longue date et donateur du Parti conservateur.

## Jeunesse et éducation
Gummer est né le 24 août 1942, fils de Selwyn Gummer, un prêtre l'Église d'Angleterre, et de son épouse Margaret Mason. Gummer a deux frères; John Gummer, baron Deben, ancien président du Parti conservateur et Mark Selwyn Gummer, homme d'affaires. Il fait ses études à la King's School de Rochester avant de s'inscrire au Selwyn College de Cambridge, où il étudie les Sciences morales et la théologie dans le but de devenir prêtre. La lecture des œuvres de philosophes comme Albert Camus l'amène à changer d'avis et, après avoir obtenu un baccalauréat ès arts et une maîtrise ès arts, il se tourne vers le journalisme.

## Carrière
En écrivant pour un service de presse spécialisée, Gummer découvre qu'il apprécie beaucoup plus l'aspect commercial que le journalisme et décide de se lancer dans les Affaires. Après plusieurs années de travail pour d'autres sociétés, il fonde une société de relations publiques (RP) appelée Shandwick en 1974, dont il est le président. En sept ans, Shandwick est la plus grande entreprise de relations publiques au Royaume-Uni et, en 1984, elle est cotée en bourse. En 1998, elle est vendue au Interpublic Group et fait maintenant partie de Huntsworth. Initialement président de Huntsworth, Gummer est nommé directeur général le 25 septembre 2005 après la démission de Richard Nichols, l'ancien directeur général du groupe. Gummer devient ensuite directeur exécutif.
En plus de son travail de relations publiques, Gummer est également directeur non exécutif de Britax, ancien directeur de Halifax et chercheur invité à l'Université du Gloucestershire. Il est nommé membre du Chartered Institute of Public Relations, de l'Institute of Directors, du Chartered Institute of Marketing et de la Royal Society of Arts. En septembre 1996, Gummer est devenu président du Royal Opera House. À la suite d'un rapport de la commission de la culture, des médias et des sports de la Chambre des communes dirigé par Gerald Kaufman qui décrivait la gestion du Royal Opera House comme «épouvantable» avec «de l'incompétence, une planification financière désastreuse et une erreur de jugement», Gummer démissionne en décembre 1997. Le 16 octobre 1996, il est créé pair conservateur, avec le titre de baron Chadlington, de Dean dans le comté d'Oxfordshire.

## Bienfaisance
De 1999 à 2007, Gummer est directeur de l'Action on Addiction à Londres, un centre de recherche sur les œuvres de bienfaisance et la toxicomanie enquêtant sur la dépendance aux drogues et à l'alcool. En 2007, l'Action on Addiction (créée en 1989) fusionne avec le Chemical Dependency Center (créé en 1985) et Clouds (créé en 1987). L'organisme de bienfaisance unique, destiné à la recherche et au traitement de la dépendance aux drogues et à l'alcool, a pris le nom d' Action on Addiction.

## Vie privée
Il épouse Lucy Dudley-Hill le 23 octobre 1982. Ils se sont rencontrés après qu'elle soit venue à Shandwick pour un entretien d'embauche et après cinq jours, ils se sont fiancés. Ils ont quatre enfants; Naomi, née le 10 janvier 1984, Chloé, née le 17 novembre 1985, Eleanor, née le 5 août 1988 et James, né le 4 août 1990
Naomi Gummer est directrice des politiques publiques (Europe du Nord) pour Uber, auparavant elle est conseillère chez Google et conseillère politique du secrétaire à la Culture Jeremy Hunt.